# Kadsura japonica

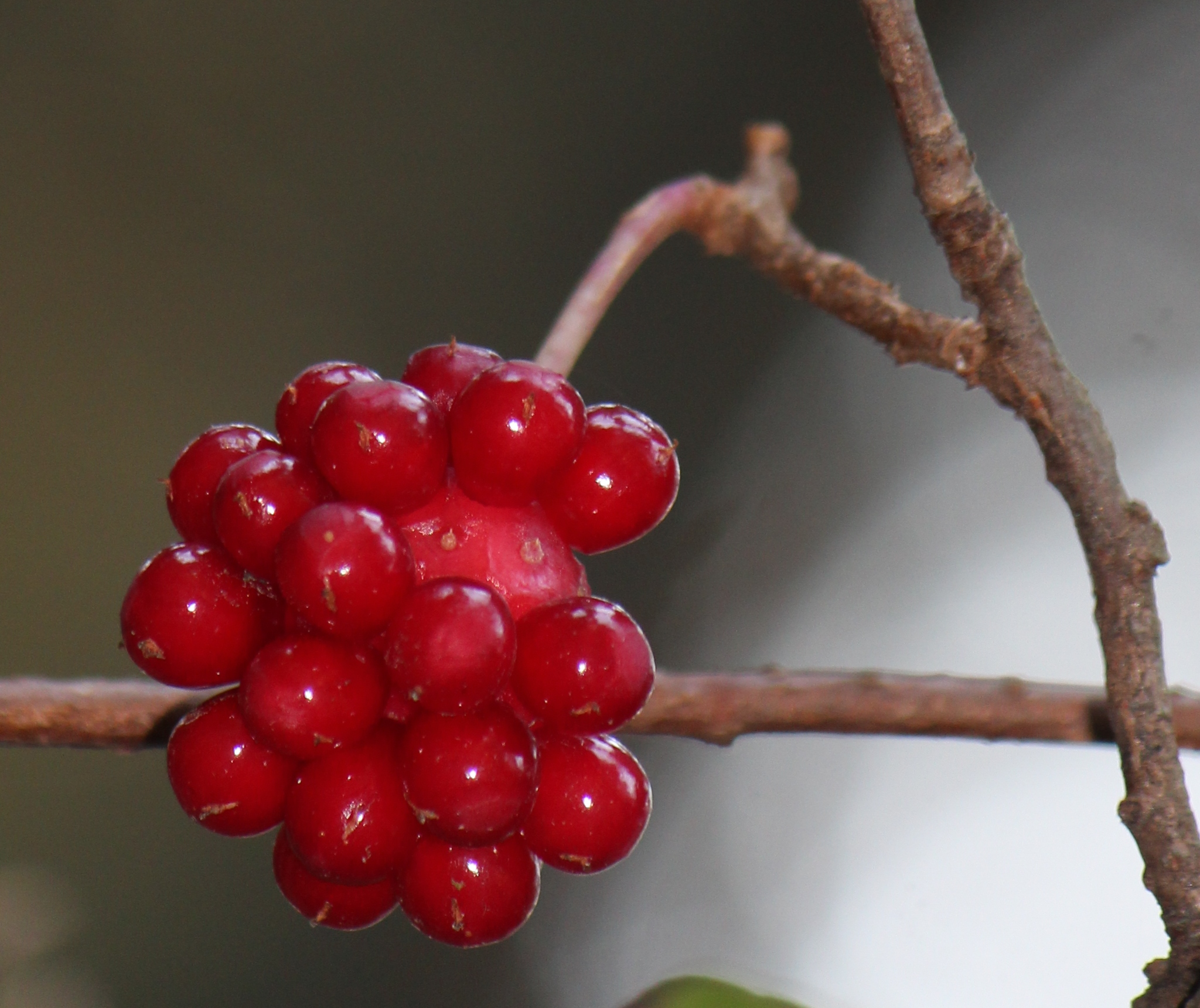
Sammelfrucht mit Beeren

Kadsura japonica ist eine Pflanzenart in der Familie der Sternanisgewächse aus Japan, Taiwan und Korea. In Japan ist die Pflanze als  Sanekazura (サネカズラ oder さねかずら) bekannt.

## Beschreibung
Kadsura japonica wächst als immergrüne, verholzende Kletterpflanze einige Meter hoch und breit. Die Pflanzen sind kahl.
Die einfachen, kurz gestielten und leicht ledrigen Laubblätter sind wechselständig. Der Blattstiel ist bis etwa 2 Zentimeter lang. Die ganzrandigen bis mehr oder weniger feingezähnten bis -gesägten Blätter sind 6,5–12 Zentimeter lang und 3–6 Zentimeter breit. Sie sind eiförmig bis elliptisch oder verkehrt-eiförmig, an der Spitze sind sie rundspitzig bis spitz oder bespitzt. Die Nebenblätter fehlen.
Kadsura japonica  ist einhäusig monözisch oder zweihäusig diözisch. Die Blüten erscheinen einzeln und achselständig an jungen Trieben. Die länger oder kürzer gestielten eingeschlechtlichen und gelben Blüten sind mit einfacher Blütenhülle. Die 8–12 freien bis 6,5–11,5 Millimeter langen Tepalen stehen in zwei Kreisen, der äußere ist kleiner und sepaloid, der innere petaloid. Der Blütenboden ist jeweils ellipsoid bis keulig vergrößert. Die männlichen, bis 2,5 Zentimeter lang gestielten, Blüten besitzen viele (bis 50) dicht gedrängte Staubblätter mit teils verwachsenen Staubfäden in einem kugeligen Kopf; an der Kopfspitze sind die roten, freien Antheren vorhanden oder fehlen. Die weiblichen, bis 4 Zentimeter lang gestielten, Blüten besitzen viele (30–45) freie und oberständige Fruchtblätter mit einem stigmatischen Kamm und einem sehr kleinen (Pseudogriffel). 
Es werden kugelige Sammelfrüchte gebildet, mit einigen roten, rundlichen und kleinen, etwa 6–10 Millimeter großen, bis dreisamigen, glatten Einzelfrüchten, Beeren mit teils „Pseudogriffelresten“ auf einem fleischigen, vergrößerten Blütenboden. Die abgeflachten, glatten und bräunlichen Samen sind nierenförmig und bis 4–5 Millimeter groß.
Die Chromosomenzahl beträgt 2n = 28.

## Verwendung
Die Früchte sind essbar und werden roh oder gekocht verwendet. Ein Sud aus den Früchten wird medizinisch verwendet, wie auch getrocknete Früchte.
Der Pflanzenschleim aus den Blättern wird zur Herstellung von Japanpapier, Washi verwendet.
Eine klebriger Saft aus Rinde und Früchten wird als Pomade verwendet. 